# بیمارستان امام خمینی (استهبان)
بیمارستان امام خمینی بیمارستانی است درمانی واقع در شهر استهبان، استان فارس وابسته به دانشگاه علوم پزشکی شیراز با ظرفیت ۱۲۰ تخت مصوب و ۹۹ تخت فعال که در سال ۱۳۹۴ شمسی تأسیس گردید.
بخش‌های بستری موجود در این بیمارستان عبارتند از: داخلی، CCU، اطفال، چشم، اورولوژی، ارتوپدی، جراحی عمومی، جراحی زنان و زایمان، اورژانس، پست پارتوم، ICU جنرال، مراقبتهای دوران بارداری، گوش و حلق و بینی است.